# 宽叶大戟
宽叶大戟（学名：Euphorbia latifolia）为大戟科大戟属的植物。分布在俄罗斯、中亚、西西伯利亚以及中国大陆的新疆等地，生长于海拔1,000米至1,500米的地区，多生于林缘、河谷、草甸以及灌丛，目前已由人工引种栽培。